# اولیویر ماهافالی سولوناندراسانا
اولیویر ماهافالی سولوناندراسانا (انگلیسی: Olivier Mahafaly Solonandrasana؛ زادهٔ ۲۱ ژوئن ۱۹۶۴) سیاست‌مدار اهل ماداگاسکار است. وی از ۱۳ آوریل ۲۰۱۶ تا ۶ ژوئن ۲۰۱۸ نخست‌وزیر این کشور بود.